# Gran Premio del Giappone 2014
Il Gran Premio del Giappone 2014 è stata la quindicesima prova della stagione 2014 del campionato mondiale di Formula 1. La gara, disputatasi domenica 5 ottobre 2014 sul circuito di Suzuka, è stata vinta da Lewis Hamilton su Mercedes, al suo trentesimo successo nel mondiale. Hamilton ha preceduto nell'ordine di arrivo il proprio compagno di squadra, Nico Rosberg e Sebastian Vettel su Red Bull Racing-Renault.
Questa fu anche la prima gara di Formula 1, dopo 20 anni, a essere funestata da un incidente mortale: al quarantaseiesimo giro, infatti, Jules Bianchi della Marussia uscì di pista andando a sbattere contro un mezzo di servizio. A seguito di tale episodio, la corsa venne sospesa; il pilota francese, entrato in coma, non ne uscirà più e morirà dopo più di 9 mesi, il 17 luglio 2015, a Nizza.

## Vigilia

### Sviluppi futuri
Nel corso del fine settimana Sebastian Vettel annuncia la sua intenzione di lasciare la Red Bull al termine della stagione. Il tedesco corre per la scuderia angloaustriaca dal 2009. Il team lo sostituisce con il pilota Daniil Kvjat.

### Aspetti tecnici
Per questa gara la Pirelli, fornitrice unica degli pneumatici, porta gomme di mescola "dura" e di mescola "media".
La FIA indica un solo tratto del tracciato in cui i piloti possono azionare il DRS: esso è il rettilineo principale, con fissazione del detection point poco prima dell'ultima chicane.

### Aspetti sportivi
Mika Salo è nominato commissario aggiunto per la gara, da parte della FIA. L'ex pilota di F1 ha già svolto tale funzione in passato, l'ultima volta al Gran Premio del Bahrein del 2013.
L'ex pilota di Formula 1 Alexander Wurz è nominato a capo della Grand Prix Drivers' Association, l'organizzazione che cura gli interessi dei piloti di Formula 1.
La tenuta del Gran Premio e la sua programmazione vengono messe in dubbio dall'avvicinarsi alle coste del Giappone del tifone Phanfone. La Federazione decide di posticipare al sabato la determinazione dell'ora di partenza della gara.
Will Stevens, pilota britannico già inserito nel programma di sviluppo piloti della Caterham, diventa pilota di riserva per la Marussia. Il team anglorusso ne aveva annunciato la presenza nel corso delle prime libere, poi saltata per problemi contrattuali.
Max Verstappen, pilota olandese diciassettenne, figlio dell'ex pilota di Formula 1 Jos, ottiene la Superlicenza FIA: la Scuderia Toro Rosso annuncia che prenderà parte alla prima sessione di prove libere del venerdì al posto di Jean-Éric Vergne. Kamui Kobayashi è nuovamente confermato quale pilota titolare alla Caterham, che impiega comunque lo spagnolo Roberto Merhi nelle prime libere, in luogo del nipponico.

## Prove

### Resoconto
Le Mercedes comandano la classifica della prima sessione di prove libere. Nico Rosberg precede, di soli 151 millesimi, Lewis Hamilton. Terzo ha chiuso Fernando Alonso. Tutti i piloti hanno affrontato questa prima sessione utilizzando le gomme a mescola dura. L'esordio di Max Verstappen è stato penalizzato dal cedimento del motore della sua Toro Rosso. Anche Jules Bianchi non ha potuto prendere parte all'interezza della sessione a causa di un problema tecnico. Al termine della sessione Pastor Maldonado è costretto a sostituire il motore della sua Lotus: essendo il sesto motore utilizzato in stagione, il venezuelano è penalizzato di dieci posizioni sulla griglia di partenza.
Le due vetture tedesche hanno confermato la loro competitività anche nella seconda sessione del venerdì. In questo caso però Hamilton ha sopravanzato Rosberg di quattro decimi. Il terzo, Valtteri Bottas, ha chiuso a oltre un secondo e due decimi dal tempo dal britannico. La sessione è stata interrotta una prima volta, con bandiere rosse, per un incidente occorso a Daniel Ricciardo, senza conseguenze fisiche per il pilota. La seconda interruzione è stata dovuta a un problema tecnico che fatto fermare la vettura di Jean-Éric Vergne. Anche altri piloti, oltre a Ricciardo, sono stati protagonisti di uscite di pista.
Anche la sessione del sabato vede le due vetture tedesche ancora nelle prime due posizioni. Nico Rosberg precede questa volta Lewis Hamilton che nel corso della sessione è anche autore di un'uscita di pista alla curva 1. La sua vettura sbatte contro le barriere all'esterno della curva. Fernando Alonso risale in terza piazza, staccato di un secondo e due decimi dal tempo di Rosberg. L'altro ferrarista Kimi Räikkönen rompe invece il propulsore della sua monoposto dopo soli 5 passaggi. Il finlandese prosegue l'impegno nel fine settimana con un motore già utilizzato, evitando così la penalizzazione nella griglia di partenza.

### Risultati
Nella prima sessione del venerdì si è avuta questa situazione:
| Pos | Nº | Pilota          | Costruttore | Tempo    | Gap    | Giri |
| --- | -- | --------------- | ----------- | -------- | ------ | ---- |
| 1   | 6  | Nico Rosberg    | Mercedes    | 1'35"461 |        | 27   |
| 2   | 44 | Lewis Hamilton  | Mercedes    | 1'35"612 | +0"151 | 26   |
| 3   | 14 | Fernando Alonso | Ferrari     | 1'36"037 | +0"576 | 19   |

Nella seconda sessione del venerdì si è avuta questa situazione:
| Pos | Nº | Pilota          | Costruttore       | Tempo    | Gap    | Giri |
| --- | -- | --------------- | ----------------- | -------- | ------ | ---- |
| 1   | 44 | Lewis Hamilton  | Mercedes          | 1'35"078 |        | 28   |
| 2   | 6  | Nico Rosberg    | Mercedes          | 1'35"318 | +0"240 | 27   |
| 3   | 77 | Valtteri Bottas | Williams-Mercedes | 1'36"279 | +1"201 | 24   |

Nella sessione del sabato mattina si è avuta questa situazione:
| Pos | Nº | Pilota          | Costruttore | Tempo    | Gap    | Giri |
| --- | -- | --------------- | ----------- | -------- | ------ | ---- |
| 1   | 6  | Nico Rosberg    | Mercedes    | 1'33"228 |        | 14   |
| 2   | 44 | Lewis Hamilton  | Mercedes    | 1'34"210 | +0"982 | 10   |
| 3   | 14 | Fernando Alonso | Ferrari     | 1'34"439 | +1"211 | 12   |

## Qualifiche

### Resoconto
Nella prima eliminatoria vengono escluse tre coppie di piloti: i due della Lotus, i due della Marussia e i due della Caterham. Il più rapido della fase è Lewis Hamilton, che precede ancora Nico Rosberg, l'altro pilota della Mercedes. Il terzo e quarto tempo sono fatti segnare dai due piloti della Williams.
Anche in Q2 sono tre coppie di piloti a essere eliminate: i due della Toro Rosso, i due della Force India e i due della Sauber. Sebastian Vettel ha raggiunto la fase decisiva solo all'ultimo tentativo, al termine della sessione. Il tempo miglior è stato realizzato da Nico Rosberg. Il duo della Mercedes ha effettuato un solo tentativo nel corso della fase.
Nella fase decisiva Nico Rosberg è il più rapido, al termine del primo giro di tentativi. Precede ancora Lewis Hamilton: risultano più staccati i due piloti della Williams e Fernando Alonso. Nel secondo tentativo della Q3 Rosberg si conferma il più rapido, conquistando la dodicesima pole position nel mondiale di Formula 1.
Al termine della sessione Jean-Éric Vergne è costretto a cambiare il motore della sua Toro Rosso, utilizzando così il sesto propulsore in stagione. Per tale ragione è penalizzato di dieci posizioni sulla griglia di partenza.

### Risultati
Nella sessione di qualifica si è avuta questa situazione:
| Pos                         | Nº | Pilota             | Costruttore             | Q1       | Q2       | Q3       | Griglia |
| --------------------------- | -- | ------------------ | ----------------------- | -------- | -------- | -------- | ------- |
| 1                           | 6  | Nico Rosberg       | Mercedes                | 1'33"671 | 1'32"950 | 1'32"506 | 1       |
| 2                           | 44 | Lewis Hamilton     | Mercedes                | 1'33"611 | 1'32"982 | 1'32"703 | 2       |
| 3                           | 77 | Valtteri Bottas    | Williams-Mercedes       | 1'34"301 | 1'33"443 | 1'33"128 | 3       |
| 4                           | 19 | Felipe Massa       | Williams-Mercedes       | 1'34"483 | 1'33"551 | 1'33"527 | 4       |
| 5                           | 14 | Fernando Alonso    | Ferrari                 | 1'34"497 | 1'33"675 | 1'33"740 | 5       |
| 6                           | 3  | Daniel Ricciardo   | Red Bull Racing-Renault | 1'35"593 | 1'34"466 | 1'34"075 | 6       |
| 7                           | 20 | Kevin Magnussen    | McLaren-Mercedes        | 1'34"930 | 1'34"229 | 1'34"242 | 7       |
| 8                           | 22 | Jenson Button      | McLaren-Mercedes        | 1'35"150 | 1'34"648 | 1'34"317 | 8       |
| 9                           | 1  | Sebastian Vettel   | Red Bull Racing-Renault | 1'35"517 | 1'34"784 | 1'34"432 | 9       |
| 10                          | 7  | Kimi Räikkönen     | Ferrari                 | 1'34"984 | 1'34"771 | 1'34"548 | 10      |
| 11                          | 25 | Jean-Éric Vergne   | STR-Renault             | 1'35"155 | 1'34"984 | N.D.     | 20      |
| 12                          | 11 | Sergio Pérez       | Force India-Mercedes    | 1'35"439 | 1'35"089 | N.D.     | 11      |
| 13                          | 26 | Daniil Kvjat       | STR-Renault             | 1'35"210 | 1'35"092 | N.D.     | 12      |
| 14                          | 27 | Nicolas Hülkenberg | Force India-Mercedes    | 1'35"000 | 1'35"099 | N.D.     | 13      |
| 15                          | 99 | Adrian Sutil       | Sauber-Ferrari          | 1'35"736 | 1'35"364 | N.D.     | 14      |
| 16                          | 21 | Esteban Gutiérrez  | Sauber-Ferrari          | 1'35"308 | 1'35"681 | N.D.     | 15      |
| 17                          | 13 | Pastor Maldonado   | Lotus-Renault           | 1'35"917 | N.D.     | N.D.     | 22      |
| 18                          | 8  | Romain Grosjean    | Lotus-Renault           | 1'35"984 | N.D.     | N.D.     | 16      |
| 19                          | 9  | Marcus Ericsson    | Caterham-Renault        | 1'36"813 | N.D.     | N.D.     | 17      |
| 20                          | 17 | Jules Bianchi      | Marussia-Ferrari        | 1'36"943 | N.D.     | N.D.     | 18      |
| 21                          | 10 | Kamui Kobayashi    | Caterham-Renault        | 1'37"015 | N.D.     | N.D.     | 19      |
| 22                          | 4  | Max Chilton        | Marussia-Ferrari        | 1'37"481 | N.D.     | N.D.     | 21      |
| Tempo limite 107%: 1'40"163 |    |                    |                         |          |          |          |         |

In grassetto sono indicate le migliori prestazioni in Q1, Q2 e Q3.

## Gara

### Resoconto
La gara parte dietro alla safety car a causa della forte pioggia che si è abbattuta sul tracciato. Nel corso del primo giro, ancora dietro alla vettura di sicurezza, Marcus Ericsson va in testacoda. La direzione di gara decide di esporre la bandiera rossa, interrompendo così la gara. Le vetture rientrano nella pit lane, e non si posizionano sulla griglia di partenza.
Dopo circa una ventina di minuti d'attesa la gara riprende, sempre in regime di vettura di sicurezza. Fernando Alonso si ritira per un problema elettrico. La gara riprende nella sua valenza agonistica al decimo giro: in testa c'è il duo della Mercedes, seguito da quello della Williams, poi Daniel Ricciardo e i due piloti della McLaren.
Molti piloti optano subito per il cambio gomme, montando gomme da bagnato intermedio. Al tredicesimo giro vanno al cambio gomme Felipe Massa e Sebastian Vettel: entrambi rientrano davanti a Ricciardo, che aveva cambiato le gomme due giri prima. Tra il quattordicesimo e quindicesimo giro vanno al cambio gomme prima Nico Rosberg poi Lewis Hamilton la classifica resta invariata, con il tedesco davanti al britannico. Jenson Button è scalato in terza posizione, seguito dalle due Williams e dalle due Red Bull Racing. Le due vetture angloaustriache passano, nei giri seguenti, le due Williams, con Vettel quarto e Ricciardo quinto.
Lewis Hamilton inizia ad avvicinarsi al compagno di scuderia, fallendo il sorpasso in un paio di occasioni. Al ventinovesimo giro l'inglese ha la meglio sul tedesco, con un sorpasso alla prima curva. Nello stesso giro anche Ricciardo sopravanza Vettel per il quarto posto, grazie a una sosta del tedesco.
Rosberg lamenta problemi di sovrasterzo, ciò fa avvicinare anche Button. L'inglese della McLaren è però penalizzato al cambio gomme del trentunesimo giro; ciò permette a Ricciardo e Vettel di scavalcarlo in classifica.
Tra il trentatreesimo e trentaseiesimo giro vanno al secondo cambio delle gomme i primi tre della graduatoria: ora, dietro al duo della Mercedes, si trova Sebastian Vettel, che precede Jenson Button e Daniel Ricciardo. L'australiano attacca ripetutamente Button, che si difende sino al giro 42. Subito dietro Nico Hülkenberg sfrutta i cambi gomme della Williams, e si piazza al sesto posto.
Al giro 43 esce di pista Adrian Sutil alla curva Dunlop. Dopo poco giunge sul luogo anche Jules Bianchi che, uscendo di tracciato, colpisce il telescopico che stava spostando la vettura di Sutil. Il francese è in gravi condizioni ed entra in pista l'ambulanza. La direzione di gara espone, al giro 46, la bandiera rossa, stilando la classifica con i risultati al 44º giro.
Lewis Hamilton vince per la trentesima volta nel mondiale, precedendo Nico Rosberg e Sebastian Vettel. La Ferrari interrompe una striscia record di 81 arrivi a punti consecutivi, iniziata nel Gran Premio di Germania 2010.
Jules Bianchi è trasportato d'urgenza al reparto di terapia intensiva dell'ospedale di Yokkaichi, ove subisce un intervento per ridurre un ematoma al cervello, dovuto all'impatto contro l'automezzo usato dai commissari.

### Risultati
I risultati del Gran Premio sono i seguenti:
| Pos | Nº | Pilota             | Costruttore             | Giri | Tempo/Ritiro             | Griglia | Punti |
| --- | -- | ------------------ | ----------------------- | ---- | ------------------------ | ------- | ----- |
| 1   | 44 | Lewis Hamilton     | Mercedes                | 44   | 1h51'43"021              | 2       | 25    |
| 2   | 6  | Nico Rosberg       | Mercedes                | 44   | +9"180                   | 1       | 18    |
| 3   | 1  | Sebastian Vettel   | Red Bull Racing-Renault | 44   | +29"122                  | 9       | 15    |
| 4   | 3  | Daniel Ricciardo   | Red Bull Racing-Renault | 44   | +38"818                  | 6       | 12    |
| 5   | 22 | Jenson Button      | McLaren-Mercedes        | 44   | +1'07"550                | 8       | 10    |
| 6   | 77 | Valtteri Bottas    | Williams-Mercedes       | 44   | +1'53"773                | 3       | 8     |
| 7   | 19 | Felipe Massa       | Williams-Mercedes       | 44   | +1'55"126                | 4       | 6     |
| 8   | 27 | Nicolas Hülkenberg | Force India-Mercedes    | 44   | +1'55"948                | 13      | 4     |
| 9   | 25 | Jean-Éric Vergne   | STR-Renault             | 44   | +2'07"638                | 20      | 2     |
| 10  | 11 | Sergio Pérez       | Force India-Mercedes    | 43   | Annullamento ultimo giro | 11      | 1     |
| 11  | 26 | Daniil Kvjat       | STR-Renault             | 43   | +1 giro                  | 12      |       |
| 12  | 7  | Kimi Räikkönen     | Ferrari                 | 43   | +1 giro                  | 10      |       |
| 13  | 21 | Esteban Gutiérrez  | Sauber-Ferrari          | 43   | +1 giro                  | 15      |       |
| 14  | 20 | Kevin Magnussen    | McLaren-Mercedes        | 43   | +1 giro                  | 7       |       |
| 15  | 8  | Romain Grosjean    | Lotus-Renault           | 43   | +1 giro                  | 16      |       |
| 16  | 13 | Pastor Maldonado   | Lotus-Renault           | 43   | +1 giro                  | 22      |       |
| 17  | 9  | Marcus Ericsson    | Caterham-Renault        | 43   | +1 giro                  | 17      |       |
| 18  | 4  | Max Chilton        | Marussia-Ferrari        | 43   | +1 giro                  | 21      |       |
| 19  | 10 | Kamui Kobayashi    | Caterham-Renault        | 43   | +1 giro                  | 19      |       |
| 20  | 17 | Jules Bianchi      | Marussia-Ferrari        | 41   | Incidente mortale        | 18      |       |
| 21  | 99 | Adrian Sutil       | Sauber-Ferrari          | 40   | Incidente                | 14      |       |
| Rit | 14 | Fernando Alonso    | Ferrari                 | 2    | Elettronica              | 5       |       |

## Classifiche mondiali

### Piloti
| Pos | Pilota             | Punti |
| --- | ------------------ | ----- |
| 1   | Lewis Hamilton     | 266   |
| 2   | Nico Rosberg       | 256   |
| 3   | Daniel Ricciardo   | 193   |
| 4   | Sebastian Vettel   | 139   |
| 5   | Fernando Alonso    | 133   |
| 6   | Valtteri Bottas    | 130   |
| 7   | Jenson Button      | 82    |
| 8   | Nicolas Hülkenberg | 76    |
| 9   | Felipe Massa       | 71    |
| 10  | Sergio Pérez       | 46    |
| 11  | Kimi Räikkönen     | 45    |
| 12  | Kevin Magnussen    | 39    |
| 13  | Jean-Éric Vergne   | 21    |
| 14  | Romain Grosjean    | 8     |
| 15  | Daniil Kvjat       | 8     |
| 16  | Jules Bianchi      | 2     |

### Costruttori
| Pos | Costruttore             | Punti |
| --- | ----------------------- | ----- |
| 1   | Mercedes                | 522   |
| 2   | Red Bull Racing-Renault | 332   |
| 3   | Williams-Mercedes       | 201   |
| 4   | Ferrari                 | 178   |
| 5   | Force India-Mercedes    | 122   |
| 6   | McLaren-Mercedes        | 121   |
| 7   | STR-Renault             | 29    |
| 8   | Lotus-Renault           | 8     |
| 9   | Marussia-Ferrari        | 2     |

## Polemiche dopo la gara
Al termine del Gran Premio furono numerose le critiche in seguito all'incidente di Jules Bianchi, a cominciare da Felipe Massa che ha messo in dubbio la gestione della sicurezza durante l'intera gara, affermando che:
L'ex campione del mondo di F1 Jacques Villeneuve ha stigmatizzato la mancata entrata della safety car dopo l'incidente di Adrian Sutil, mentre Niki Lauda ha voluto sollevare da responsabilità la direzione di gara.
Adrian Sutil, testimone dell'accaduto, ha dichiarato:
Bianchi morirà successivamente, il 17 luglio 2015 a Nizza, dopo più di nove mesi di coma.